# Швейцарський федеральний архів
Швейцарський федеральний архів (нім. Schweizerisches Bundesarchiv, фр. Archives fédérales suisses, італ. Archivio federale svizzero, ромш. Archiv federal svizzer) — установа, яка здійснює зберігання архівних документів Федеральних зборів, Федеральної ради, Федерального уряду та швейцарських представництв за кордоном. Тут зберігаються архівні документи лише федерального уряду, кожен кантон має власний архів. Сам архів і будівля, в якій він розташований, є визначними пам'ятками національного значення. Архів адміністративно підпорядковується Федеральному департаменту внутрішніх справ. З 2018 року директором Федерального архіву є Філіппе Кюнцлер.

## Історія та фонди
Державна архівна справа у Швейцарії бере свій початок із Центрального архіву Гельветійської республіки, заснованої 18 грудня 1798 року. Згодом його змінили архів періоду акта посередництва (1803—1813), архів періоду денних зборів (1814—1848) та Федеральний архів (з 1848 року).
У перші пів сторіччя свого існування, Федеральний архів розташовувався там же, де розташовувався уряд конфедерації, а саме у кантоні, який головував в уряді. Щороку головуючий кантон змінювався і уряд переїжджав на нове місце, а разом із ним переїжджав і архів. Коли було вирішено розмістити федеральний уряд в Берні на постійній основі, Федеральний архів розмістили у Бернській ратуші. Пізніше архів переїхав до Федерального палацу. Наприкінці 19-го сторіччя парламент викупив землю на березі річки Ааре в районі Кірхенфельд, щоб там протягом 1896—1899 років була збудована нова будівля Федерального архіву Швейцарії, в якій він розташовується і донині. Будівля була споруджена за керівництва архітектора Теодора Гьоля в стилі неоренесанс.
У Федеральному архіві, крім національних документів, зберігаються приватні архіви визначних особистостей. Більшість із цих документів є вільнодоступними. Для документів з пізнішими датами, найчастіше, діє термін захисту 30 років. Для того, щоб отримати інформацію про документи, які ще охороняються, необхідно подати запит до Федерального архіву. Дозвіл на ознайомлення з документами зазвичай надає той орган, який передав їх на зберігання.
У Федеральному архіві зберігається близько 66 000 погонних метрів аналогових документів і понад 20,7 терабайтів цифрових документів. При переході Федерального уряду на цифрове управління справами, у майбутньому, всі документи архівуватимуться лише у цифровому вигляді. Найважливіші аналогові документи частково оцифровані і доступні в Інтернеті.
Будівля архіву побудована в 1896—1899 роках під керівництвом архітектора Теодора Голя. Архів розташовується за адресою: вулиця Архівштрассе, будинок 24, в районі Кірхенфельд у Берні. До 1931 року архів ділив приміщення зі Швейцарською національною бібліотекою. З 1980 по 1985 рік будинок було повністю відреставровано і розширено підземним сховищем, у якому зберігається більша частина фонду.